# 美女和液体人
《美女與液體人》（日語：美女と液体人間）是1958年上映的日本恐怖電影，原作為海上日出男，為東寶公司製作的「變身人系列」第二部作品，台灣上映當時譯名為《東京怪物》。

## 製作
本作的編劇作者海上日出男在《地球防衛軍》的拍攝過程中在寫該片的概念故事，但在製片人田中友幸宣布要執行拍攝時不久便於1957年11月心臟麻痺而過世，之後由木村武代由編寫電影劇本，本多豬四郎再執導演筒，在呈現液體人的流動型態，特技導演圓谷英二使用了大量水性壓克力樹脂。

## 劇情概要
第二福龍號因於原爆實驗中遭受波及，強大的輻射能使的生物體產生了變化，船上的人全化成液體狀而繼續存活在世上，這些異變生物一旦侵入其他生物體便隨即腐蝕殆盡，害死了不少人，最後防衛隊以真木博士和富永課長為首，在下水道以火攻消滅了液體人，而未燃燒完全的燃油把整個港口燒得一片火光。

## 演員
- 新井千加子：白川由美
- 政田助教：佐原健二
- 富永課長：平田昭彥
- 真木博士：千田是也
- 宮下刑事部長：小澤榮太郎
- 内田：佐藤允
- 田口刑事：土屋嘉男
- 關刑事：中丸忠雄
- 坂田刑事：田島義文
- 服務生島崎：桐野洋雄
- 路人：夏木陽介，家田佳子

## 相關作品
- 電送人間（1960年）
- 氣體人第一號（1960年）